# Campeonato Mundial de Patinação Artística no Gelo de 2007
O Campeonato Mundial de Patinação Artística no Gelo de 2007 foi a nonagésima sétima edição do Campeonato Mundial de Patinação Artística no Gelo, um evento anual de patinação artística no gelo organizado pela União Internacional de Patinação (em inglês:  International Skating Union) onde os patinadores artísticos competem pelo título de campeão mundial. A competição foi disputada entre os dias 19 de março e 25 de março, no Tokyo Metropolitan Gymnasium, localizado na cidade de Tóquio, Tóquio.

## Eventos
- Individual masculino
- Individual feminino
- Duplas
- Dança no gelo

## Medalhistas
| Evento                        | Ouro                                       | Prata                                           | Bronze                                           |
| Individual masculino detalhes | Brian Joubert · França                     | Daisuke Takahashi · Japão                       | Stéphane Lambiel · Suíça                         |
| Individual feminino detalhes  | Miki Ando · Japão                          | Mao Asada · Japão                               | Kim Yu-Na · Coreia do Sul                        |
| Duplas detalhes               | Xue Shen · Hongbo Zhao · China             | Qing Pang · Jian Tong · China                   | Aliona Savchenko · Robin Szolkowy · Alemanha     |
| Dança no gelo detalhes        | Albena Denkova · Maxim Staviski · Bulgária | Marie-France Dubreuil · Patrice Lauzon · Canadá | Tanith Belbin · Benjamin Agosto · Estados Unidos |

## Resultados

### Individual masculino
| Medalha de ouro                                       | Brian Joubert        | França           | 240.85 | 83.64 (1)  | 157.21 (3)  |
| Medalha de prata                                      | Daisuke Takahashi    | Japão            | 237.95 | 74.51 (3)  | 163.44 (1)  |
| Medalha de bronze                                     | Stéphane Lambiel     | Suíça            | 233.35 | 72.70 (6)  | 160.65 (2)  |
| 4                                                     | Tomáš Verner         | República Tcheca | 226.25 | 70.45 (9)  | 155.80 (4)  |
| 5                                                     | Evan Lysacek         | Estados Unidos   | 222.18 | 73.49 (5)  | 148.69 (5)  |
| 6                                                     | Jeffrey Buttle       | Canadá           | 214.96 | 79.90 (2)  | 135.06 (8)  |
| 7                                                     | Nobunari Oda         | Japão            | 209.94 | 67.17 (14) | 142.77 (6)  |
| 8                                                     | Johnny Weir          | Estados Unidos   | 206.97 | 74.26 (4)  | 132.71 (10) |
| 9                                                     | Kristoffer Berntsson | Suécia           | 206.29 | 66.09 (15) | 140.20 (7)  |
| 10                                                    | Sergei Davydov       | Bielorrússia     | 203.05 | 70.72 (8)  | 132.33 (12) |
| 11                                                    | Alban Préaubert      | França           | 202.60 | 70.06 (10) | 132.54 (11) |
| 12                                                    | Stefan Lindemann     | Alemanha         | 198.78 | 65.40 (16) | 133.38 (9)  |
| 13                                                    | Christopher Mabee    | Canadá           | 195.38 | 71.33 (7)  | 124.05 (14) |
| 14                                                    | Yannick Ponsero      | França           | 192.63 | 68.76 (12) | 123.87 (15) |
| 15                                                    | Ryan Bradley         | Estados Unidos   | 188.90 | 62.88 (19) | 126.02 (13) |
| 16                                                    | Emanuel Sandhu       | Canadá           | 188.59 | 69.42 (11) | 119.17 (16) |
| 17                                                    | Karel Zelenka        | Itália           | 180.10 | 63.81 (17) | 116.29 (17) |
| 18                                                    | Jamal Othman         | Suíça            | 178.39 | 63.71 (18) | 114.68 (20) |
| 19                                                    | Sergei Voronov       | Rússia           | 176.57 | 60.50 (22) | 116.07 (19) |
| 20                                                    | Andrei Lutai         | Rússia           | 175.46 | 59.37 (24) | 116.09 (18) |
| 21                                                    | Igor Macypura        | Eslováquia       | 174.94 | 61.25 (21) | 113.69 (22) |
| 22                                                    | Gregor Urbas         | Eslovênia        | 174.39 | 59.93 (23) | 114.46 (21) |
| 23                                                    | Wu Jialiang          | China            | 170.10 | 67.70 (13) | 102.40 (24) |
| 24                                                    | Anton Kovalevski     | Ucrânia          | 169.27 | 61.61 (20) | 107.66 (23) |
| Não avançaram para a patinação livre / programa longo |                      |                  |        |            |             |
| 25                                                    | Ari-Pekka Nurmenkari | Finlândia        | 55.79  | 55.79 (25) |             |
| 26                                                    | Xu Ming              | China            | 54.80  | 54.80 (26) |             |
| 27                                                    | Alper Uçar           | Turquia          | 50.09  | 50.09 (27) |             |
| 28                                                    | Sean Carlow          | Austrália        | 49.73  | 49.73 (28) |             |
| 29                                                    | Christian Rauchbauer | Áustria          | 49.19  | 49.19 (29) |             |
| 30                                                    | Trifun Zivanovic     | Sérvia           | 48.45  | 48.45 (30) |             |
| 31                                                    | Naiden Borichev      | Bulgária         | 46.69  | 46.69 (31) |             |
| 32                                                    | Sergei Kotov         | Israel           | 43.99  | 43.99 (32) |             |
| 33                                                    | Przemysław Domański  | Polônia          | 42.51  | 42.51 (33) |             |
| 34                                                    | Lee Dong-Whun        | Coreia do Sul    | 42.00  | 42.00 (34) |             |
| 35                                                    | Javier Fernández     | Espanha          | 41.57  | 41.57 (35) |             |
| 36                                                    | Luis Hernández       | México           | 40.33  | 40.33 (36) |             |
| 37                                                    | Justin Pietersen     | África do Sul    | 39.73  | 39.73 (37) |             |
| 38                                                    | Boris Martinec       | Croácia          | 37.09  | 37.09 (38) |             |
| 39                                                    | Zeus Issariotis      | Grécia           | 37.03  | 37.03 (39) |             |
| 40                                                    | Edward Ka-Yin Chow   | Hong Kong        | 34.63  | 34.63 (40) |             |
| 41                                                    | Zoltán Kelemen       | Romênia          | 33.71  | 33.71 (41) |             |
| 42                                                    | Joel Watson          | Nova Zelândia    | 30.09  | 30.09 (42) |             |

### Individual feminino
| Medalha de ouro                                       | Miki Ando                | Japão            | 195.09 | 67.98 (2)  | 127.11 (2)  |
| Medalha de prata                                      | Mao Asada                | Japão            | 194.45 | 61.32 (5)  | 133.13 (1)  |
| Medalha de bronze                                     | Kim Yuna                 | Coreia do Sul    | 186.14 | 71.95 (1)  | 114.19 (4)  |
| 4                                                     | Kimmie Meissner          | Estados Unidos   | 180.23 | 64.67 (4)  | 115.56 (3)  |
| 5                                                     | Yukari Nakano            | Japão            | 168.92 | 60.62 (7)  | 108.30 (6)  |
| 6                                                     | Carolina Kostner         | Itália           | 168.92 | 67.15 (3)  | 101.77 (9)  |
| 7                                                     | Sarah Meier              | Suíça            | 160.80 | 58.52 (9)  | 102.28 (8)  |
| 8                                                     | Susanna Pöykiö           | Finlândia        | 160.12 | 57.16 (10) | 102.96 (7)  |
| 9                                                     | Emily Hughes             | Estados Unidos   | 159.06 | 60.88 (6)  | 98.18 (13)  |
| 10                                                    | Joannie Rochette         | Canadá           | 158.98 | 49.85 (16) | 109.13 (5)  |
| 11                                                    | Valentina Marchei        | Itália           | 153.60 | 51.88 (14) | 101.72 (10) |
| 12                                                    | Júlia Sebestyén          | Hungria          | 153.50 | 59.98 (8)  | 93.52 (15)  |
| 13                                                    | Elena Sokolova           | Rússia           | 149.77 | 55.83 (11) | 93.94 (14)  |
| 14                                                    | Kiira Korpi              | Finlândia        | 149.47 | 49.63 (17) | 99.84 (11)  |
| 15                                                    | Alissa Czisny            | Estados Unidos   | 147.74 | 49.43 (18) | 98.31 (12)  |
| 16                                                    | Arina Martinova          | Rússia           | 145.28 | 54.69 (12) | 90.59 (16)  |
| 17                                                    | Elene Gedevanishvili     | Geórgia          | 144.40 | 53.97 (13) | 90.43 (17)  |
| 18                                                    | Jelena Glebova           | Estônia          | 131.18 | 46.10 (22) | 85.08 (18)  |
| 19                                                    | Anastasia Gimazetdinova  | Uzbequistão      | 130.44 | 49.99 (15) | 80.45 (20)  |
| 20                                                    | Joanne Carter            | Austrália        | 127.17 | 48.46 (19) | 78.71 (21)  |
| 21                                                    | Idora Hegel              | Croácia          | 125.66 | 44.91 (24) | 80.75 (19)  |
| 22                                                    | Liu Yan                  | China            | 123.22 | 46.59 (21) | 76.63 (23)  |
| 23                                                    | Tamar Katz               | Israel           | 122.51 | 45.66 (23) | 76.85 (22)  |
| 24                                                    | Mira Leung               | Canadá           | 120.74 | 47.05 (20) | 73.69 (24)  |
| Não avançaram para a patinação livre / programa longo |                          |                  |        |            |             |
| 25                                                    | Kathrin Freudelsperger   | Áustria          | 42.24  | 42.24 (25) |             |
| 26                                                    | Lina Johansson           | Suécia           | 41.87  | 41.87 (26) |             |
| 27                                                    | Tuğba Karademir          | Turquia          | 41.79  | 41.79 (27) |             |
| 28                                                    | Irina Movchan            | Ucrânia          | 40.76  | 40.76 (28) |             |
| 29                                                    | Kristin Wieczorek        | Alemanha         | 40.35  | 40.35 (29) |             |
| 30                                                    | Roxana Luca              | Romênia          | 39.65  | 39.65 (30) |             |
| 31                                                    | Anna Jurkiewicz          | Polônia          | 36.39  | 36.39 (31) |             |
| 32                                                    | Hristina Vassileva       | Bulgária         | 36.22  | 36.22 (32) |             |
| 33                                                    | Radka Bártová            | Eslováquia       | 36.17  | 36.17 (33) |             |
| 34                                                    | Isabelle Pieman          | Bélgica          | 35.12  | 35.12 (34) |             |
| 35                                                    | Ivana Hudziecová         | República Tcheca | 33.86  | 33.86 (35) |             |
| 36                                                    | Teodora Poštič           | Eslovênia        | 33.77  | 33.77 (36) |             |
| 37                                                    | Mérovée Ephrem           | Mônaco           | 33.01  | 33.01 (37) |             |
| 38                                                    | Maria-Elena Papasotiriou | Grécia           | 32.90  | 32.90 (38) |             |
| 39                                                    | Julia Teplih             | Letônia          | 31.19  | 31.19 (39) |             |
| 40                                                    | Charissa Tansomboon      | Tailândia        | 30.46  | 30.46 (40) |             |
| 41                                                    | Jocelyn Ho               | Taipé Chinesa    | 30.41  | 30.41 (41) |             |
| 42                                                    | Ana Cecilia Cantu        | México           | 30.28  | 30.28 (42) |             |
| 43                                                    | Ksenia Jastsenjski       | Sérvia           | 27.56  | 27.56 (43) |             |
| 44                                                    | Ami Parekh               | Índia            | 26.82  | 26.82 (44) |             |
| 45                                                    | Kristine Y. Lee          | Hong Kong        | 23.57  | 23.57 (45) |             |

### Duplas
| Medalha de ouro                                       | Shen Xue / Zhao Hongbo                 | China          | 203.50 | 71.07 (1)  | 132.43 (1)  |
| Medalha de prata                                      | Pang Qing / Tong Jian                  | China          | 188.46 | 66.75 (3)  | 121.71 (2)  |
| Medalha de bronze                                     | Aliona Savchenko / Robin Szolkowy      | Alemanha       | 187.39 | 67.65 (2)  | 119.74 (3)  |
| 4                                                     | Tatiana Volosozhar / Stanislav Morozov | Ucrânia        | 173.62 | 57.62 (8)  | 116.00 (5)  |
| 5                                                     | Zhang Dan / Zhang Hao                  | China          | 173.39 | 57.00 (10) | 116.39 (4)  |
| 6                                                     | Valérie Marcoux / Craig Buntin         | Canadá         | 167.25 | 60.73 (5)  | 106.52 (6)  |
| 7                                                     | Jessica Dubé / Bryce Davison           | Canadá         | 164.59 | 58.94 (7)  | 105.65 (7)  |
| 8                                                     | Rena Inoue / John Baldwin              | Estados Unidos | 163.97 | 59.50 (6)  | 104.47 (8)  |
| 9                                                     | Yuko Kawaguchi / Alexander Smirnov     | Rússia         | 163.62 | 62.07 (4)  | 101.55 (10) |
| 10                                                    | Anabelle Langlois / Cody Hay           | Canadá         | 160.01 | 55.96 (13) | 104.05 (9)  |
| 11                                                    | Maria Mukhortova / Maxim Trankov       | Rússia         | 150.43 | 56.14 (12) | 94.29 (11)  |
| 12                                                    | Brooke Castile / Benjamin Okolski      | Estados Unidos | 139.00 | 54.51 (14) | 84.49 (13)  |
| 13                                                    | Dominika Piątkowska / Dmitri Khromin   | Polônia        | 138.98 | 50.18 (15) | 88.80 (12)  |
| 14                                                    | Marylin Pla / Yannick Bonheur          | França         | 131.31 | 48.60 (16) | 82.71 (16)  |
| 15                                                    | Angelika Pylkina / Niklas Hogner       | Suécia         | 130.75 | 47.36 (17) | 83.39 (15)  |
| 16                                                    | Laura Magitteri / Ondřej Hotárek       | Itália         | 130.18 | 46.59 (18) | 83.59 (14)  |
| 17                                                    | Stacey Kemp / David King               | Reino Unido    | 126.95 | 44.96 (19) | 81.99 (17)  |
| 18                                                    | Mari Vartmann / Florian Just           | Alemanha       | 116.81 | 43.20 (20) | 73.61 (18)  |
| 19                                                    | Dorota Siudek / Mariusz Siudek         | Polônia        | 57.23  | 57.23 (9)  | — (WD)      |
| 20                                                    | Maria Petrova / Alexei Tikhonov        | Rússia         | 56.36  | 56.36 (11) | — (WD)      |
| Não avançaram para a patinação livre / programa longo |                                        |                |        |            |             |
| 21                                                    | Marina Aganina / Artem Knyazev         | Uzbequistão    | 40.60  | 40.60 (21) |             |
| 22                                                    | Diana Rennik / Aleksei Saks            | Estônia        | 40.04  | 40.04 (22) |             |

### Dança no gelo
| Pos.                             | Nome                                               | Nacionalidade  | Pontos | DC         | DO         | DL         |
| -------------------------------- | -------------------------------------------------- | -------------- | ------ | ---------- | ---------- | ---------- |
| Medalha de ouro                  | Albena Denkova / Maxim Staviski                    | Bulgária       | 201.61 | 37.42 (2)  | 62.10 (1)  | 102.09 (1) |
| Medalha de prata                 | Marie-France Dubreuil / Patrice Lauzon             | Canadá         | 200.46 | 38.96 (1)  | 60.54 (3)  | 100.96 (2) |
| Medalha de bronze                | Tanith Belbin / Benjamin Agosto                    | Estados Unidos | 195.43 | 37.17 (5)  | 61.85 (2)  | 96.41 (4)  |
| 4                                | Isabelle Delobel / Olivier Schoenfelder            | França         | 195.19 | 37.20 (4)  | 58.82 (5)  | 99.17 (3)  |
| 5                                | Oksana Domnina / Maxim Shabalin                    | Rússia         | 193.44 | 37.29 (3)  | 60.34 (4)  | 95.81 (5)  |
| 6                                | Tessa Virtue / Scott Moir                          | Canadá         | 183.94 | 31.45 (9)  | 57.11 (6)  | 95.38 (6)  |
| 7                                | Meryl Davis / Charlie White                        | Estados Unidos | 179.14 | 31.15 (10) | 55.82 (8)  | 92.17 (7)  |
| 8                                | Jana Khokhlova / Sergei Novitski                   | Rússia         | 178.29 | 33.32 (6)  | 55.88 (7)  | 89.09 (8)  |
| 9                                | Federica Faiella / Massimo Scali                   | Itália         | 170.75 | 33.29 (7)  | 53.32 (9)  | 84.14 (11) |
| 10                               | Melissa Gregory / Denis Petukhov                   | Estados Unidos | 170.08 | 30.83 (11) | 53.15 (10) | 86.10 (9)  |
| 11                               | Sinead Kerr / John Kerr                            | Reino Unido    | 167.14 | 32.09 (8)  | 51.51 (11) | 83.54 (12) |
| 12                               | Nathalie Péchalat / Fabian Bourzat                 | França         | 162.05 | 28.59 (14) | 49.10 (13) | 84.36 (10) |
| 13                               | Anna Cappellini / Luca Lanotte                     | Itália         | 158.83 | 28.91 (12) | 47.60 (16) | 82.32 (13) |
| 14                               | Alexandra Zaretski / Roman Zaretski                | Israel         | 156.52 | 28.85 (13) | 49.11 (12) | 78.56 (14) |
| 15                               | Nozomi Watanabe / Akiyuki Kido                     | Japão          | 152.21 | 28.46 (15) | 47.27 (17) | 76.48 (15) |
| 16                               | Kristin Fraser / Igor Lukanin                      | Azerbaijão     | 152.10 | 28.07 (16) | 48.13 (14) | 75.90 (16) |
| 17                               | Anna Zadorozhniuk / Sergei Verbillo                | Ucrânia        | 148.13 | 26.92 (17) | 47.84 (15) | 73.37 (17) |
| 18                               | Nelli Zhiganshina / Alexander Gazsi                | Alemanha       | 142.87 | 25.56 (20) | 45.39 (18) | 71.92 (19) |
| 19                               | Grethe Grünberg / Kristian Rand                    | Estônia        | 141.55 | 23.72 (23) | 45.13 (19) | 72.70 (18) |
| 20                               | Kaitlyn Weaver / Andrew Poje                       | Canadá         | 140.14 | 25.76 (18) | 42.58 (23) | 71.80 (20) |
| 21                               | Huang Xintong / Zheng Xun                          | China          | 138.44 | 25.61 (19) | 43.91 (22) | 68.92 (21) |
| 22                               | Anastasia Grebenkina / Vazgen Azrojan              | Armênia        | 137.07 | 25.04 (21) | 44.86 (21) | 67.17 (23) |
| 23                               | Katherine Copely / Deividas Stagniūnas             | Lituânia       | 136.63 | 23.46 (24) | 44.87 (20) | 68.30 (22) |
| 24                               | Olga Akimova / Alexander Shakalov                  | Uzbequistão    | 130.58 | 24.20 (22) | 41.43 (24) | 64.95 (24) |
| Não avançaram para a dança livre |                                                    |                |        |            |            |            |
| 25                               | Barbora Silná / Dmitri Matsjuk                     | Áustria        | 64.35  | 23.12 (25) | 41.23 (25) |            |
| 26                               | Zsuzsanna Nagy / György Elek                       | Hungria        | 55.38  | 22.19 (26) | 33.19 (28) |            |
| 27                               | Nicolette Amie House / Aidas Reklys                | Lituânia       | 53.26  | 19.25 (28) | 34.01 (26) |            |
| 28                               | Christa-Elizabeth Goulakos / Eric Neumann-Aubichon | Grécia         | 53.13  | 19.18 (29) | 33.95 (27) |            |
| 29                               | Laura Munana / Luke Munana                         | México         | 52.35  | 20.30 (27) | 32.05 (29) |            |

## Quadro de medalhas
| Ordem | País           | Medalha de ouro | Medalha de prata | Medalha de bronze |    | Ordem por total |
| ----- | -------------- | --------------- | ---------------- | ----------------- | -- | --------------- |
| 1     | Japão          | 1               | 2                |                   | 3  | 1               |
| 2     | China          | 1               | 1                |                   | 2  | 2               |
| 3     | França         | 1               |                  |                   | 1  | 3               |
| 3     | Bulgária       | 1               |                  |                   | 1  | 3               |
| 5     | Canadá         |                 | 1                |                   | 1  | 3               |
| 6     | Alemanha       |                 |                  | 1                 | 1  | 3               |
| 6     | Coreia do Sul  |                 |                  | 1                 | 1  | 3               |
| 6     | Estados Unidos |                 |                  | 1                 | 1  | 3               |
| 6     | Suíça          |                 |                  | 1                 | 1  | 3               |
| TOTAL | TOTAL          | 4               | 4                | 4                 | 12 | —               |